# Nonett
Nonett är ett musikaliskt verk för nio sångstämmor eller musikinstrument av varierande besättning. Det kan också vara beteckning på en ensemble om nio musiker.
Som exempel på vokala notetter märks finalen i 1:a akten av Trollflöjten. För stråk- och blåsinstrument tillsammans har nonetter skrivits av Louis Spohr, Josef Gabriel Rheinberger och Charles Villiers Stanford.